# Primajas
Primajas es una localidad perteneciente al municipio de Reyero, en la provincia de León, comunidad autónoma de Castilla y León, España. En 2015 contaba con 11 habitantes.
Así se describe a Primajas en el tomo XIII del Diccionario geográfico-estadístico-histórico de España y sus posesiones de Ultramar, obra impulsada por Pascual Madoz a mediados del siglo XIX:

PRIMAJAS: Localidad en la provincia y diócesis de León, partido judicial de Riaño, audiencia territorial y capitanía general de Valladolid, ayuntamiento de Reyero. Situado en terreno desigual, a la orilla de un arroyo que baja de los montes de su término; el clima es frío, pero sano. Tiene 20 casas; iglesia (San Justo) aneja de Viego; cementerio y buenas aguas potables. Confina con la matriz, Reyero y Huelde. El terreno es de ínfima calidad en su mayor parte. Los caminos dirigen a los puntos limítrofes. La correspondencia se recibe en la capital del partido. Producción: centeno, alguna hortaliza y pastos; cría ganado vacuno, lanar, cabrío y de cerda, y caza de varios animales. Población: 18 vecinos, 82 almas. Contribuye: con el ayuntamiento.
Diccionario geográfico-estadístico-histórico de España y sus posesiones de Ultramar